# جسر جورج واشنطن
يُعتبر جسر جورج واشنطن (والمعروف على المستوى غير الرسمي باسم جسر جي دبليو, أو جي دبليو بي، أو جي دبليو، أو جسر جورج[إخفاق التحقق]) أحد الجسور المعلقة في الولايات المتحدة الأمريكية، حيث يمتد فوق نهر هدسون، رابطًا بين حيي مرتفعات واشنطن في بلدة مانهاتن في مدينة نيويورك وبلدة فورت لي، مقاطعة بيرغن، نيوجيرسي في الولايات المتحدة الأمريكية. ويمتد كلٌ من طريق سريع بين الولايات 95(Interstate 95) وطريق الولايات المتحدة 1/9 (U.S. Route 1/9) عبر النهر من خلال الجسر. بينما ينتهي طريق الولايات المتحدة 46 (U.S. Route 46) بشكلٍ كامل في ولاية نيوجيرسي، وبالتحديد في منتصف الجسر عند الخط الفاصل لحدود الولاية مع مدينة نيويورك. ويُعتبر اليوم أحد أطول الجسور المُعلَّقة في العالم.
توجد في المستوى العلوي من الجسر أربع حارات مرورية في كل اتجاه، وفي المستوى السفلي توجد ثلاث حارات مرورية في كل اتجاه، ليبلغ بذلك مجموع الحارات في كلا المستويين أربعة عشرة حارة، ويبلغ الحد الأقصى للسرعة على الجسر 45&nbsp؛ ميلاً في الساعة (بما يعادل 70 كم/ساعة)، ومع ذلك عادةً ما يؤدي الاختناق المروري إلى إبطاء حركة السير خاصةً في ساعات الذروة الصباحية والمسائية. وقد تم تخصيص رصيفين على جانبي الجزء العلوي من الجسر للمشاة وراكبي الدراجات. اعتبارًا من 2007، يتميز جسر جورج واشنطن بالقدرة الأكبر في العالم على استيعاب المركبات البخارية؛ حيث يحمل قرابة 106 مليون مركبة سنويًا، الأمر الذي يجعله الجسر الأكثر ازدحامًا في العالم، وذلك وفقًا لما أوردته هيئة موانئ نيويورك ونيوجيرسي - وهي هيئة حكومية ثنائية الولاية تمتلك العديد من الجسور والأنفاق والمطارات في مناطقٍ عدة وتشرف على تشغيلها.

## التاريخ
في شهر أكتوبر لعام 1927، تم وضع حجر الأساس للجسر كمشروعٍ تابع لهيئة ميناء نيويورك، وقد أشرف على بنائه المهندس أوتمار أمان بمساعدة المعماري كاس جيلبرت، وقد بلغت التكلفة المقدرة للمشروع عند بدء التشييد خمسة وسبعين مليون دولار أمريكي. في الرابع والعشرين من أكتوبر عام 1931 تم افتتاح الجسر، وفي اليوم التالي تم افتتاحه للحركة المرورية، وفي بداية الأمر أٌطلق عليه اسم «جسر نهر هدسون»، ولكن سرعان ما تم تغييره إلى «جسر جورج واشنطن» تكريمًا لجورج واشنطن، أول رئيس للولايات المتحدة الأمريكية. يقع الجسر بالقرب من مواقع فورت واشنطن (Fort Washington) بنيويورك وفورت لي (Fort Lee) بنيوجيرسي، وهي مواقع حصينة استخدمها الجنرال واشنطن وقواته الأمريكية في محاولتهم الناجحة لمحاربة الاستعمار البريطاني لمدينة نيويورك في عام 1776 خلال حرب الاستقلال الأمريكية، حيث قام جورج واشنطن بإجلاء مدينة مانهاتن من خلال العبور بين الحصنين. في عام 1910، قام جناح جورج واشنطن التابع لمنظمة بنات الثورة الأمريكية (Daughters of the American Revolution) بتشييد نصب تذكاري تخليدًا لذكرى معركة فورت واشنطن، ويقع النصب على حوالي 100 يارد (91 م) من الشمال الشرقي للمنارة الحمراء الصغيرة (Little Red Lighthouse)، أعلى التل باتجاه المرسى الشرقي للجسر.

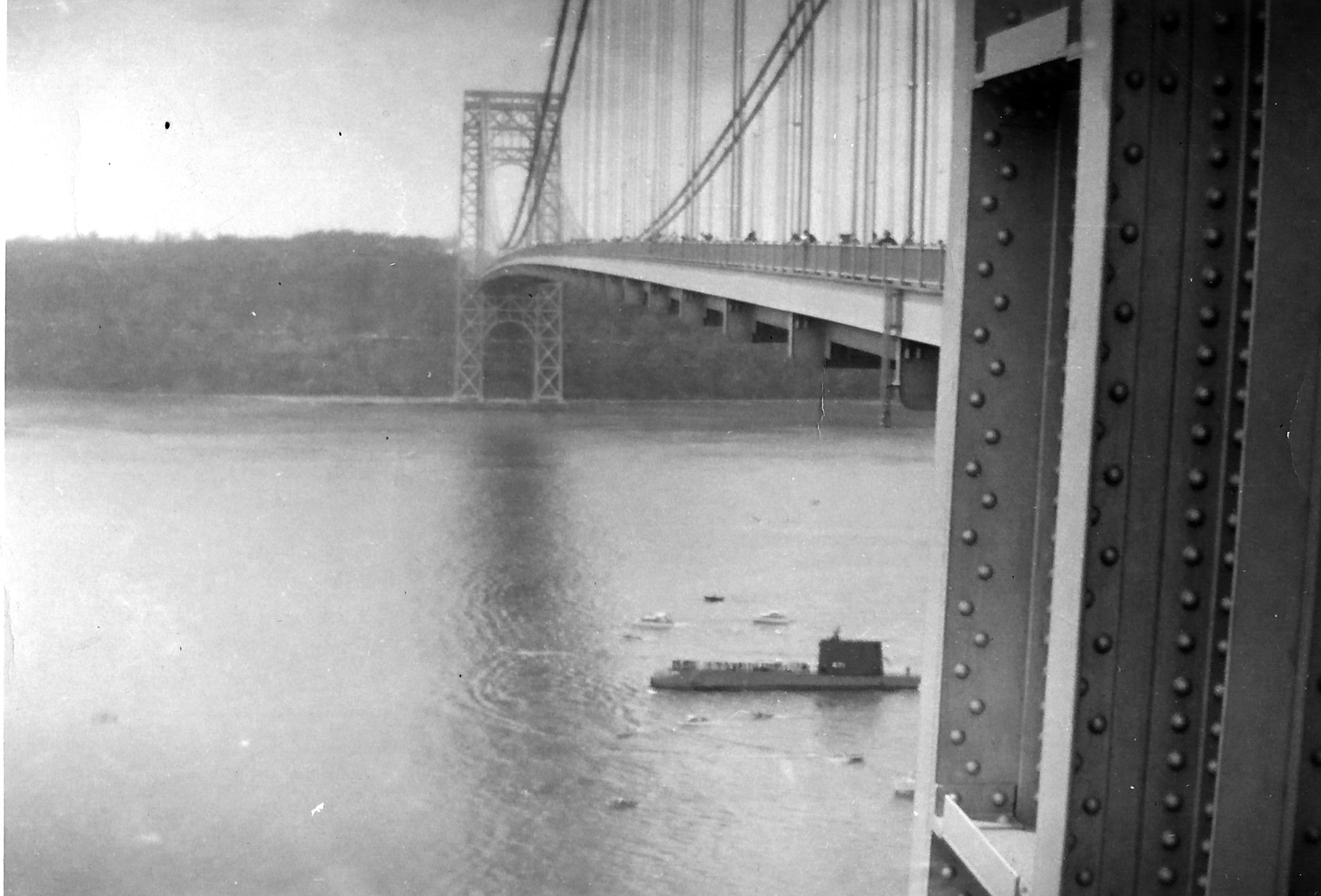
يو أس أس نوتيلوس وهي تعبر تحت جسر جورج واشنطن في عام 1956، عندما كان الجسر مكونًا من مستوى واحد فقط.

وبعد افتتاحه عام 1931، تفوق جسر جورج واشنطن على جسر أمباسادور والذي حل في المرتبة الثانية، ليصبح بذلك أطول جسر معلق في العالم، حيث بلغ طوله 3,500 قدم (1,100 م)، وهو تقريبًا ضعف الرقم القياسي السابق لجسر أمباسادور والذي يبلغ 1,850 قدم (560 م). وقد حافظ جسر جورج واشنطن على هذا الرقم القياسي إلى أن تم افتتاح جسر البوابة الذهبية (Golden Gate Bridge)، والذي بلغ طوله 4,760 قدم (1,450 م).
في بداية الأمر، كان الجسر يتكون من ست حارات مرورية، ولكن في عام 1946 تمت إضافة حارتين إلى ما يُعرف الآن بالمستوى العلوي من الجسر. وقد وافق جوزيف آر ماكامون، المقدم في سلاح المهندسين بالجيش الأمريكي على بناء مستوً سفلي للجسر، والذي كان موجودًا بالفعل في التصميمات الأصلية للمهندس أمان، وتم فتح هذا المستوى للعامة في التاسع والعشرين من أغسطس لعام 1962. وعلى سبيل الدعابة، لُقِب هذا المستوى السفلي باسم «مارتا» وهي زوجة جورج واشنطن، وقد زاد هذا الجزء الإضافي من قدرة الجسر على الاتساع لمزيدٍ من المركبات بنسبة 75%، الأمر الذي جعل منه الجسر الأوحد في العالم الذي يحتوي على أربع عشرة حارة مرورية: ثمانٍ في المستوى العلوي وستٍ في المستوى السفلي.

ووفقًا للتصميم الأصلي، كان من المفترض أن تُغطى أبراج الجسر بطبقة من الخرسانة والجرانيت، ولكن لم يتم تنفيذ هذا التصميم أبدًا بسبب الاعتبارات الاقتصادية للتكلفة خاصة في فترة الكساد الكبير، وأيضًا نتيجة لبعض المقالات النقدية الإيجابية عن القيم الجمالية لأبراج الصلب المجردة، حيث أصبحت أبراجُ الصلبِ المجردة بدُعاماتها المتقاطعة المُمَيزَة من إحدى العلامات التي يتميز بها الجسر، وها هو رأي لو كوربوزييه (شارل إدوار جانيريه) (Charles-Edouard Jeanneret) عن ذلك الشكل الحديدي المجرد للجسر، حيث يقول:
«يُعد جسر جورج واشنطن الممتد فوق نهر هدسون أجملَ الجسور على الإطلاق في العالم، حيث تجعله القضبان والعوارض الحديدية يلمع في السماء كقوسٍ معكوسٍ ليصبحَ أعجوبةً تسرُ الناظرين؛ فهو منبعُ الجمال الوحيد في هذه المدينة الفوضوية، كما أن طلاءه الفضي يجعلك لا ترى من الجسر شيئًا بين الماء والسماء سوى قضيبٍ مقوسٍ مُعلقٍ بين برجيه، وعندما تقود سيارتك أعلى الطريق المنحدر بوسعك أن ترى البرجين وهما يرتفعان بشكلٍ يمنحك إحساسًا رائعًا بالسعادة من شدةِ نقائهما وثباتهما وتناسقهما لدرجةٍ تجعل من عمارةِ الصلب أمرًا يبعث على الابتسام، ثم تصل السيارة إلى ساحة الجسر الفسيحة، حيث يبتعد البرج الأول وتأتي أعدادٌ لا تحصى من القضبان الحديدية العمودية البراقة والمعلقة بين الجسر والسياج الحديدي المقوس الذي يمتد بين برجي الجسر ومن أعلاهما إلى أسفل عند نهايتيه، بعد ذلك تظهر أبراج نيويورك العالية ذات اللون الوردي وقد قلل بعدُ المسافة من خشونة مظهرها». (من كتاب «في زمن الكاتدرائيات البيضاء» When the Cathedrals were White)
وفي الرابع والعشرين من أكتوبر لعام 1981، وهي الذكرى الخمسون لحفل تدشين الجسر، أعلنت الجمعية الأمريكية للمهندسين المدنيين (ASCE) «جسر جورج واشنطن» كأحدِ المعالم التاريخية القومية في مجال الهندسة المدنية.
في أعقاب هجمات 11 سبتمبر على نيويورك وواشنطن، أعلنت هيئة الموانئ حظر التقاط الصور الفوتوغرافية من فوق الجسر بسبب التخوف من استغلال الجماعات الإرهابية لمثل هذه الصور في التدبير لشنِ هجماتٍ على الجسر، ومنذ ذلك الحين تم رفع هذا الحظر، ولأن المستوى السفلي المطوق من الجسر أكثر عرضة لحوادث المواد الخطرة (HAZMAT) من المستوى العلوي؛ فقد تم حظر نقل المواد الخطرة عليه حتى قبل أحداث الحادي عشر من سبتمبر. وفي المناسبات القومية الأمريكية مثل يوم مارتن لوثر كنج جونيور، ويوم الرؤساء، ويوم الذكرى، ويوم العلم، ويوم الاستقلال، وعيد العمال الأمريكي، ويوم كولومبوس، ويوم المحاربين القدامى، وذكرى تكريم ضحايا هجمات الحادي عشر من سبتمبر، يتم تعليق أكبر علم أمريكي في العالم ليرفرف فوق جسر جورج واشنطن، وهذا إذا سمحت الأحوال الجوية بذلك، ويبلغ طول هذا العلم 90 قدمًا (27 مترًا)، ويبلغ عرضه 60 قدم (18 م)، ويزن 450 رطلاً (200 كجم).
في شهر ديسمبر لعام 2011، أعلنت هيئة الموانئ عزمها على إجراء صيانة للجسر، حيث سيتم استبدال القضبان العمودية الحاملة للمرةِ الأولى على الإطلاق، ومن المتوقع أن يتعدى إجمالي تكلفة إصلاح الجسر حاجز المليار دولار أمريكي، وسوف يتم تسديد هذا المبلغ من عائدات الرسوم المرورية.

## وصلات الطرق

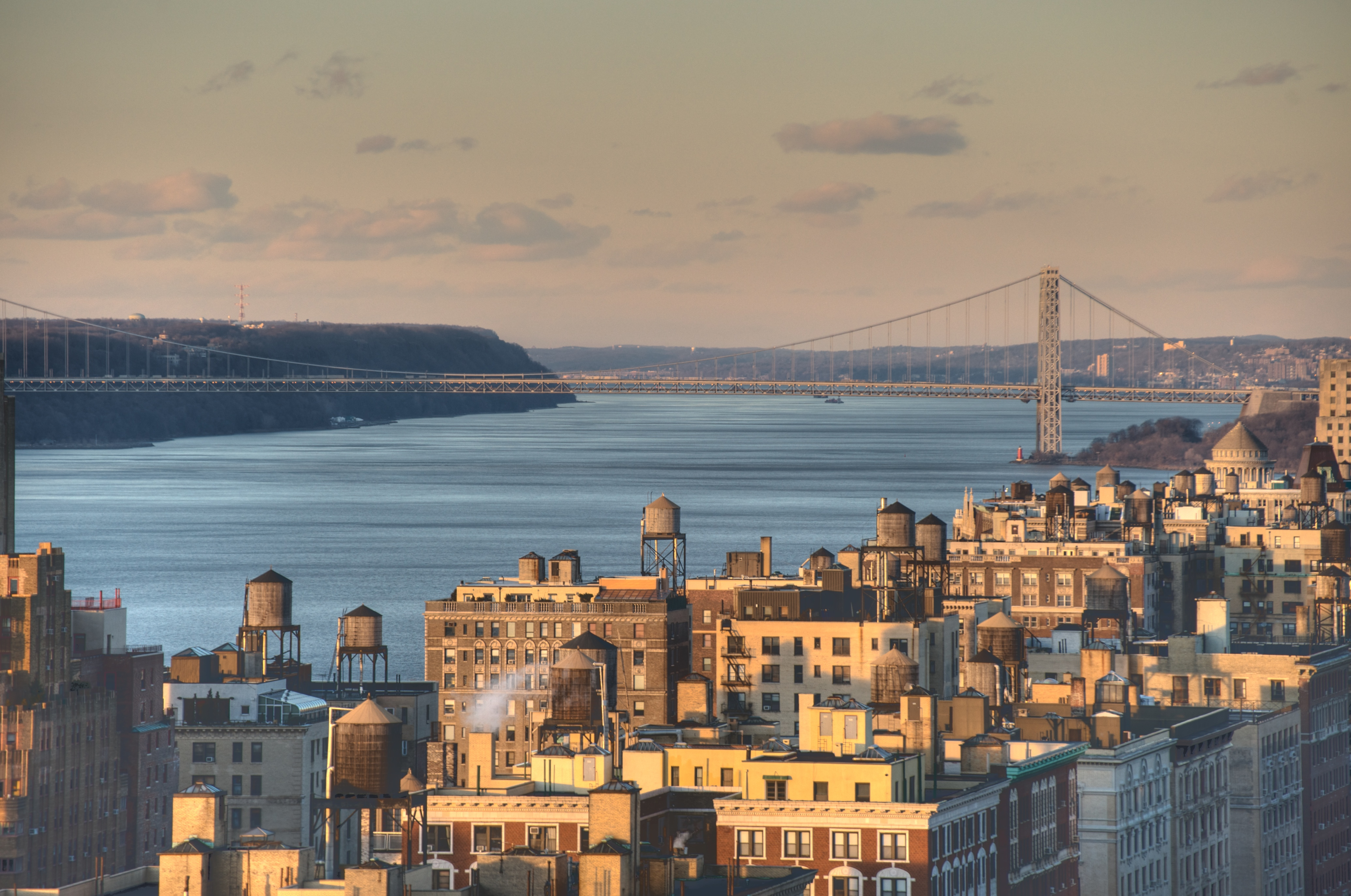
صورة من الجانب الغربي العلوي (أبر ويست سايد).

يمتد كل من طريق سريع بين الولايات 95 (I-95)، وطريق الولايات المتحدة 1 (US-1)، وطريق الولايات المتحدة 9 (US-9) عبر جسر جورج واشنطن بين ولايتي نيوجيرسي ونيويورك، بينما ينتهي طريق الولايات المتحدة 46 (US-46) عند حدود الولاية وبالتحديد في منتصف الجسر، كما يؤدي كل من الطريق السريع 80 (I-80)، وطريق نيوجيرسي 4 (NJ-4) إلى الجسر ولكنهما ينتهيان قبل بلوغه. ومن الجانب المطل على ولاية نيوجيرسي، يتصل طريق باليسيدس السريع المشجر (PIP) مباشرةً بالمستوى العلوي للجسر (وقد تم تأجيل خطط توصيله بالمستوى السفلي)، بينما يتصل طريق نيوجيرسي الرئيسي السريع (NJTP) مباشرةً بالمستويين العلوي والسفلي، وتُعرف الطرق الفرعية والشوارع المحلية الموجودة فوق الطرق السريعة باسم بلازا جسر جورج واشنطن (GWB Plaza).[بحاجة لمصدر]
ومن الجانب المطل على ولاية نيويورك، يتجه طريق ترانس مانهاتن السريع المكون من اثنتي عشرة حارة مرورية شرقًا عبر العنق الضيق لطريق مانهاتن العلوي، بدءًا من الجسر وصولاً إلى نهر هارلم، حيث يمتد من مستويي الجسر وصولاً إلى شارع 178، وطريق هنري هدسون، وشارع ريفرسايد في الجانب الغربي لمانهاتن، وإلى جادة أمستردام وشارع هارلم ريفر في الجانب الشرقي. ويتصل الطريق السريع مباشرةً بجسر ألكسندر هاملتون، والذي يمتد فوق نهر هارلم كجزءٍ من طريق كروس بانكس السريع (طريق سريع بين الولايات 95), مؤديًا إلى طريق ديجان السريع الرئيسي (الطريق السريع طريق سريع بين الولايات 87). ويمكن الاتجاه نحو نيوجيرسي عن طريق الجسر من خلال شارع 179، كما يوجد عدد من الطرق المنحدرة التي تربط الجسر بمحطة حافلات جسر جورج واشنطن وهي محطة حافلات لنقل الركاب مباشرةً إلى مترو أنفاق نيويورك في محطة شارع 175 (قطار A) في خط الجادة الثامنة.[بحاجة لمصدر]
تقدم العديد من الوكالات في حدود المنطقة خدمات طوارئ لجسر جورج واشنطن، ويقوم قسم شرطة هيئة موانئ نيويورك ونيوجيرسي (PAPD) بإدارة الجسر وحركته المرورية، حيث يمتلك معدات متنوعة مثل شاحنات الإنقاذ التي تُستخدَم في المواقف الخطرة، كما تقدم هيئة إسعاف (فورت لي) خدمات طوارئ طبية، حيث تقوم بنشر ثلاث سيارات إسعاف لتغطي مناطق فورت لي، وطريق الولايات المتحدة 46، والطريق السريع 95، وجسر جورج واشنطن.

## الرسوم المرورية

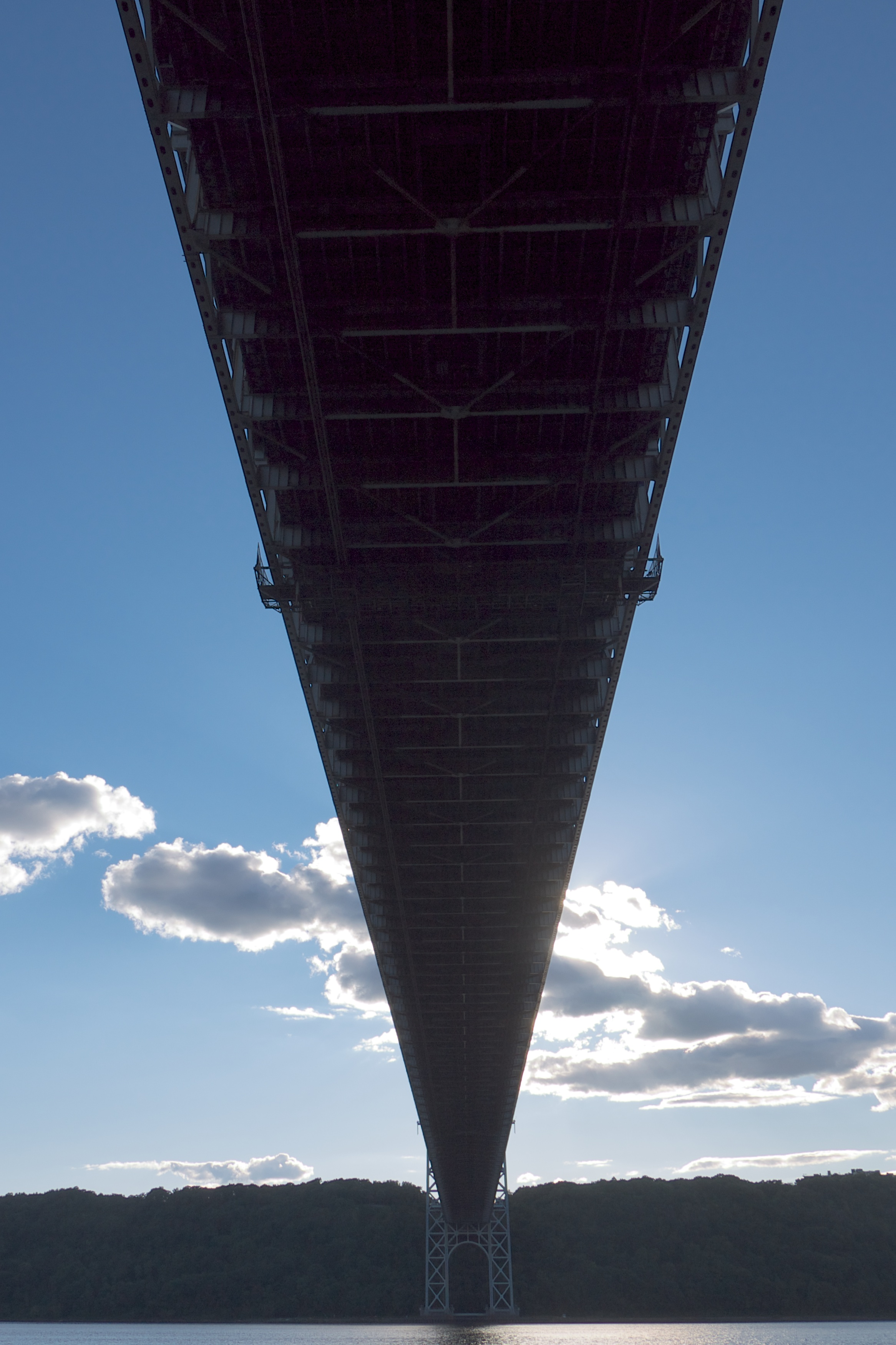
الامتداد الرئيسي لجسر جورج واشنطن، باتجاه الغرب من مانهاتن.

منذ الثامن عشر من سبتمبر عام 2011، تدفع السيارات المتجهة من نيوجيرسي إلى نيويورك رسومًا مرورية نقدية تبلغ اثنا عشر دولارًا أمريكيًا، بينما تدفع الدراجات البخارية أحد عشر دولارًا (ولا توجد رسوم مرورية للمركبات المسافرة من نيويورك إلى نيوجيرسي)، في حين يدفع كل مستخدمي نظام المرور السهل (E-ZPass) سبعة دولارات وخمسين سنتًا للسيارات وستة دولارات وخمسين سنتًا للدراجات البخارية خارج ساعات الذروة (بخلاف الساعات من 6-10 صباحًا و4-8 مساءً في العطلات الأسبوعية، وبخلاف الساعات من 11 صباحًا - 9 مساءً في العطلات الأسبوعية)، ولكن خلال ساعات الذروة فيدفعون تسعة دولارات وخمسين سنتًا للسيارات وثمانية دولارات وخمسين سنتًا للدراجات البخارية (من 6-10 صباحًا و4-8 مساءً طوال أيام الأسبوع؛ و11 صباحًا - 9 مساءً طوال أيام الأسبوع)، وتدفع الشاحنات ثلاثة عشر دولارًا أمريكيًا في الدولاب الواحد، كما تحصل على تخفيضات عالية خارج ساعات الذروة وخلال فترات الليل. كذلك تحصل السيارات المُشترَكة (Carpool) على تخفيض على الرسوم المرورية، حيث تدفع السيارات التي تحمل ثلاثة أشخاص أو أكثر ثلاثة دولارات ونصف فقط في كل الأوقات باستخدام نظام المرور السهل، حيث يمرون في حارة مزودة بموظفين لتحصيل الرسوم (شريطة أن يكونوا مشتركين في «نظام مشاركة السيارة» المجاني)، ويتم دفع الرسوم عند التوجه شرقًا فقط، وهي الطريقة التي تُحصَّل بها رسوم عبور نهر هدسون، ويجني جسر جورج واشنطن حوالي مليون دولار أمريكي في اليوم الواحد من الرسوم المرورية.
ويحتوي الجسر على مجموع 31 حارة لتحصيل الرسوم المرورية، حيث توجد اثنتا عشرة حارة في نقطة تحصيل المستوى العلوي، واثنتا عشرة حارة في نقطة تحصيل المستوى السفلي، وسبع حارات في نقطة تحصيل طريق باليسيدس السريع، وخلال ساعات الليل، لا يتواجد موظفو تحصيل الرسوم في نقاط تحصيل المستوى السفلي من الجسر وطريق باليسيدس السريع، وخلال هذه الفترة لا يُقبل إلا بطاقات المرور السهل.
ويعبر المشاة وراكبو الدراجات على رصيف الجسر مجانًا، وعلى الرغم من وجود رصيف مشاة على جانبي الجسر، إلا أن المارة وراكبي الدراجات يستخدمون الجانب الجنوبي فقط، حيث يطل ذلك الجانب على منظر خلاب لنهر هدسون تحت أفق مدينة مانهاتن بالإضافة إلى منحدرات باليسيدس بنيوجيرسي، وبعد بدأ العمل في الجسر بفترة وجيزة كان على المشاة دفع رسم مرور بقيمة 10 سنتات، ولكن لم يعد لزمًا على حركة المرور غير الآلية دفع أي رسوم على الإطلاق.

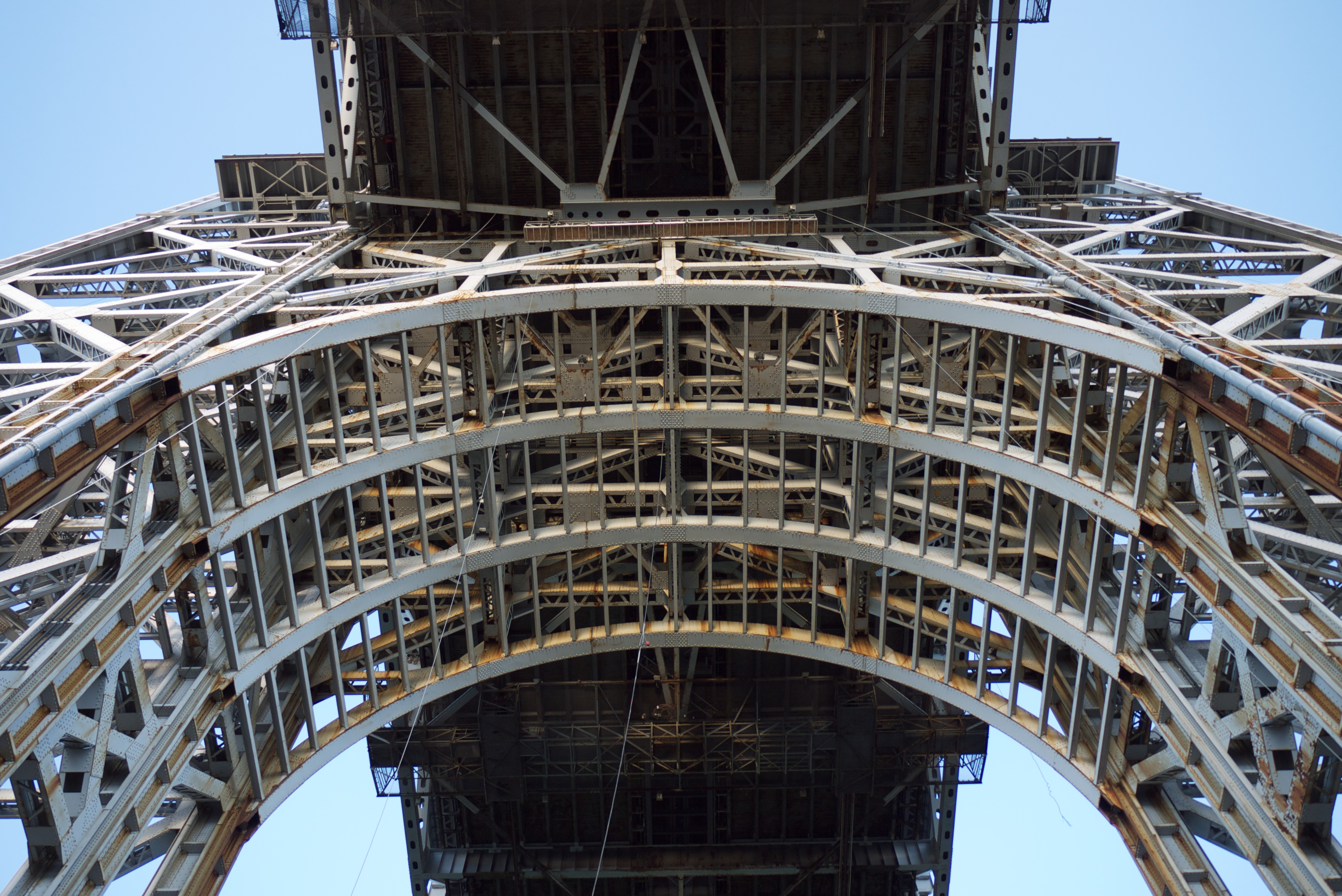
صورة من أسفل دعامة برج جسر جورج واشنطن من ناحية مانهاتن

في شهر يناير لعام 2007، أعلنت هيئة موانئ نيويورك ونيوجيرسي عن إبرام صفقة مع شركة جايكو (Geico)، وهي شركة عملاقة في مجال التأمين على المركبات، وقد تضمنت الصفقة وضع لوحة ضخمة أعلى نقطة تحصيل الرسوم المرورية كُتِبَ عليها «قيادة آمنة مع جايكو»، بالإضافة إلى وضع لافتات رُسِمَ عليها «أبو بريص»، وهو شعار الشركة، على أكشاك التحصيل والطرق المؤدية إليها، وكانت هذه التسوية ستعود على الوكالة بثلاثة ملايين ومئتي ألف دولار أمريكي على مدار عامين، ولكن بعد أسبوع واحد من هذا التصريح، قامت هيئة الموانئ بفسخ العقد مع جايكو بعد أن وجِهت العديد من الانتقادات بشأن تشويه هذه اللافتات للشكل الجمالي للجسر التاريخي، وأيضًا لأن الهيئة فشلت في التفاوض على سعر مناسب مقابل هذه الصفقة، ولأن مكان وضع اللافتات قد ينتهك قوانين بلدة فورت لي.

## العبور غير الآلي للجسر
ويتمتع جسر جورج واشنطن بشعبية كبيرة عند الزوار الذين يشاهدون معالم المدينة والمسافرين على الأقدام وراكبي الدرجات والزلاجات، ويتشارك المشاة وراكبو الدراجات الرصيف الجنوبي للجسر والذي يتميز بسطحٍ مستوٍ أملس من بدايته حتى نهايته (ويمكن الوصول إليه من خلال طريق طويل شديد الانحدار من جهة مانهاتن). ويوجد المدخل في مانهاتن في شارع 178 غرب جادة كابريني (Cabrini) والتي تؤدي أيضًا إلى طريق نهر هدسون الزراعي (Hudson River Greenway) شمال الجسر. كما يمكن الوصول إلى الرصيف من ناحية نيوجيرسي عن طريق «هدسون تراس» (Hudson Terrace) حيث يتم فتح بوابة خلال النهار والليل يُسمَح فيها بمرور المشاة والدراجات، وعلى بعد أقل من مئة ياردة شمال مدخل المشاة والدراجات، يوجد ممر التنزه المعروف باسم لونج باث أو الطريق الطويل والذي يؤدي بعد مسافة قصيرة سيرًا على الأقدام إلى مناظر خلابة للجسر، ويستمر هذا الممر شمالاً باتجاه ألباني، نيويورك، كما يحتوي الجسر أيضًا على طريق درجات ولاية نيويورك التاسع، وهو طريق للدراجات يمتد شمالاً من مدينة نيويورك وصولاً إلى قرية راوزيز بوينت (Rouses Point).
وقد قامت هيئة الموانئ بغلق الرصيف الشمالي بشكلٍ كاملٍ في عام 2008، فعلى الرغم من أنه يؤدي مباشرةً إلى حديقة باليسيديس ما بين الولايتين (Palisades Interstate Park)، إلا أنه يتطلب وجود سلالم صعودًا ونزولاً في كلا الجانبين، كما أنه يعد مصدرًا للإزعاج وعقبةً لذوي الاحتياجات الخاصة، كما أنه يمثل خطرًا في حالات الطقس السيئة.
وقد قامت منظمة وسائل النقل البديلة (Transportation Alternatives)، وهي جماعة دفاعية في مدينة نيويورك، بتقديم اقتراح لإنشاء طريق نهري مُعزَز في منطقة فورت لي، والذي سيضمن وصول المشاة وراكبي الدرجات إلى الجسر بشكلٍ أكثر أمانًا من ناحية نيوجيرسي.

## طرق بديلة

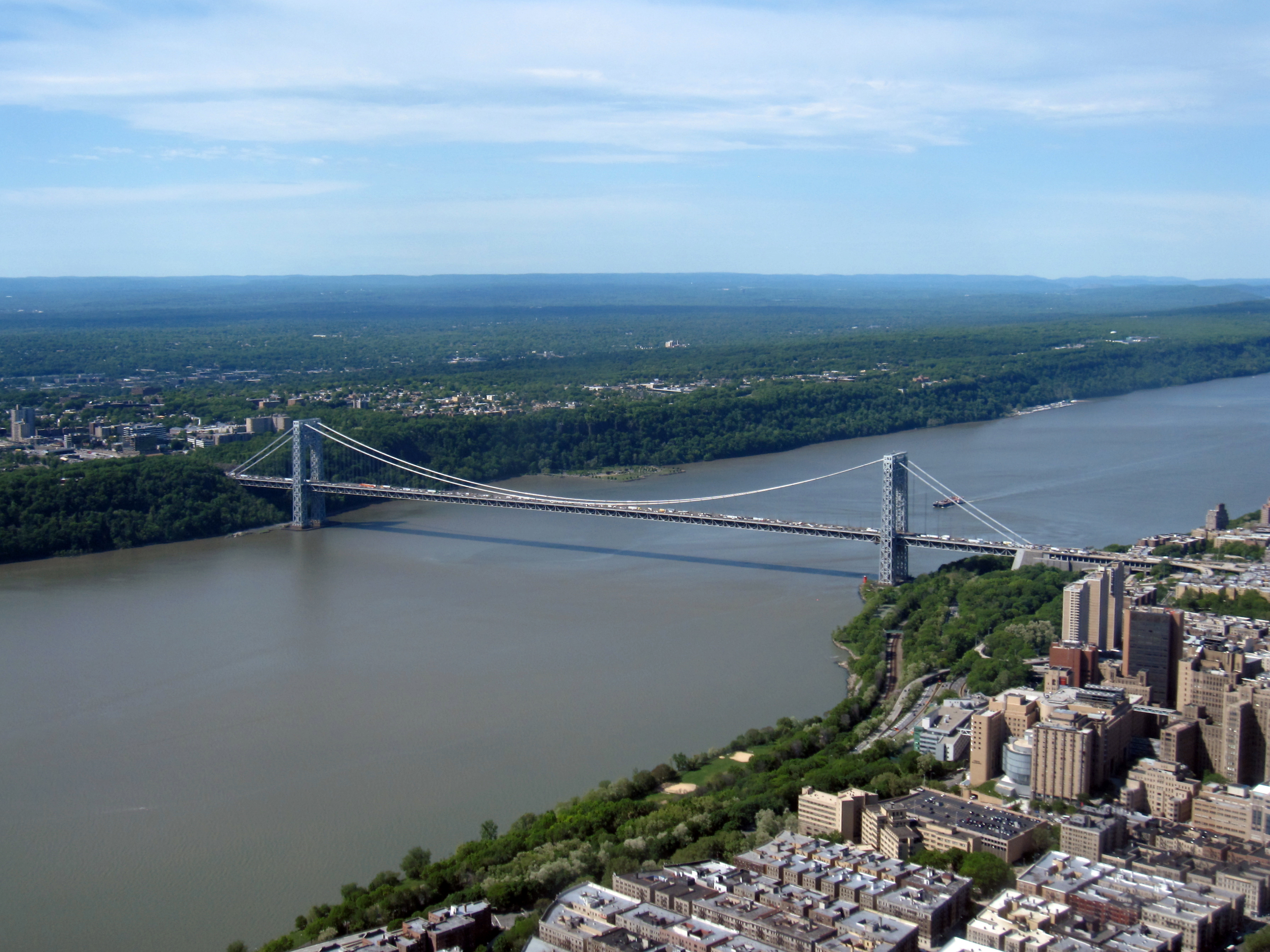
صورة جوية لجسر جورج واشنطن (2010)

صورة لجسر جورج واشنطن من ريفر سايد درايف

في المنطقة الحضرية لمدينة نيويورك، يعد جسر تابان زي (طريق سريع مابين الولايات 87/و287 وطريق ولاية نيويورك العريض) بمثابةِ طريقٍ بديل يمكن استخدامه لتفادي حدود المدينة.
ولحركات المرور الأطول، مثل الموجودة بين نيوإنجلاند (ونقاط الشمال/الشرق) وبنسلفانيا (ونقاط الجنوب/الغرب)، يستخدم طريق سريع مابين الولايات 84 والذي يعبر نهر هدسون من خلال جسر نيوبرغ-بيكون كطريقٍ بديل لكلٍ من جسر جورج واشنطن وجسر تابان زي، وذلك لتفادي البؤر المزدحمة في منطقة مترو أنفاق نيويورك بشكلٍ كاملٍ.

## حالات الانتحار
يدخل جسر جورج واشنطن ضمن أكثر المواقع المختارة للانتحار في المنطقة.

## في الإعلام
- باعتباره أحد المعالم الشهيرة في مدينة نيويورك، ظهر الجسر في العديد من الأفلام التي صُورت في نيويورك وغالبًا في أخذ اللقطات الأساسية التي تكشف معالم المنظر. ومن الأفلام الشهيرة التي ظهر فيها جسر جورج واشنطن فيلم كيف تتزوجين مليونيرا (1953) (How to Marry a Millionaire)، وذي سفن أبس (1973) (The Seven-Ups)، وبعد الصدمة: زلزال في نيويورك (1999) (Aftershock: Earthquake in New York)، والرجال الأخرون (2010) (The Other Guys). *كما عُرِضَ مقطع لجولة بالسيارة فوق الجسر في بداية مسلسل كوميديا الموقف مودي في السبعينات.
- كما ظهر الجسر والمنارة الحمراء الصغيرة القريبة منه في كتاب أطفال المنارة الحمراء الصغيرة والجسر الرمادي العظيم للكاتب هيلدجارد سويفت (Hildegarde Swift).
- هذا بالإضافة إلى ظهوره في فيلم المقدمة للعبة الفيديو ميتال غير سوليد 2: سنز أوف لبرتي.

## وصلات خارجية
- الموقع الرسمي لجسر جورج واشنطن التابع لهيئة موانئ نيويورك ونيوجيرسي
- «الجسر الجديد لنهر هدسون» Popular Mechanics, January 1930
- NYCRoads.com: جسر جورج واشنطن
- كامير ويب جسر جورج واشنطن نسخة محفوظة 12 فبراير 2007 على موقع واي باك مشين.
- فورت لي على الهواء
- مكتبة الكونجرس «الموروثات المحلية»
- الموقع الرسمي لمنظمة وسائل النقل البديلة، نيويورك
- جسر جورج واشنطن  على موقع ستركتر